# Jean Simon Berthélemy
Pour les articles homonymes, voir Berthélemy.
Jean-Simon Le Bouteux, dit Berthélemy,, né le 5 mars 1743 à Laon, et mort le 1er mars 1811 à Paris, est un peintre français, membre de l'Institut.

## Biographie

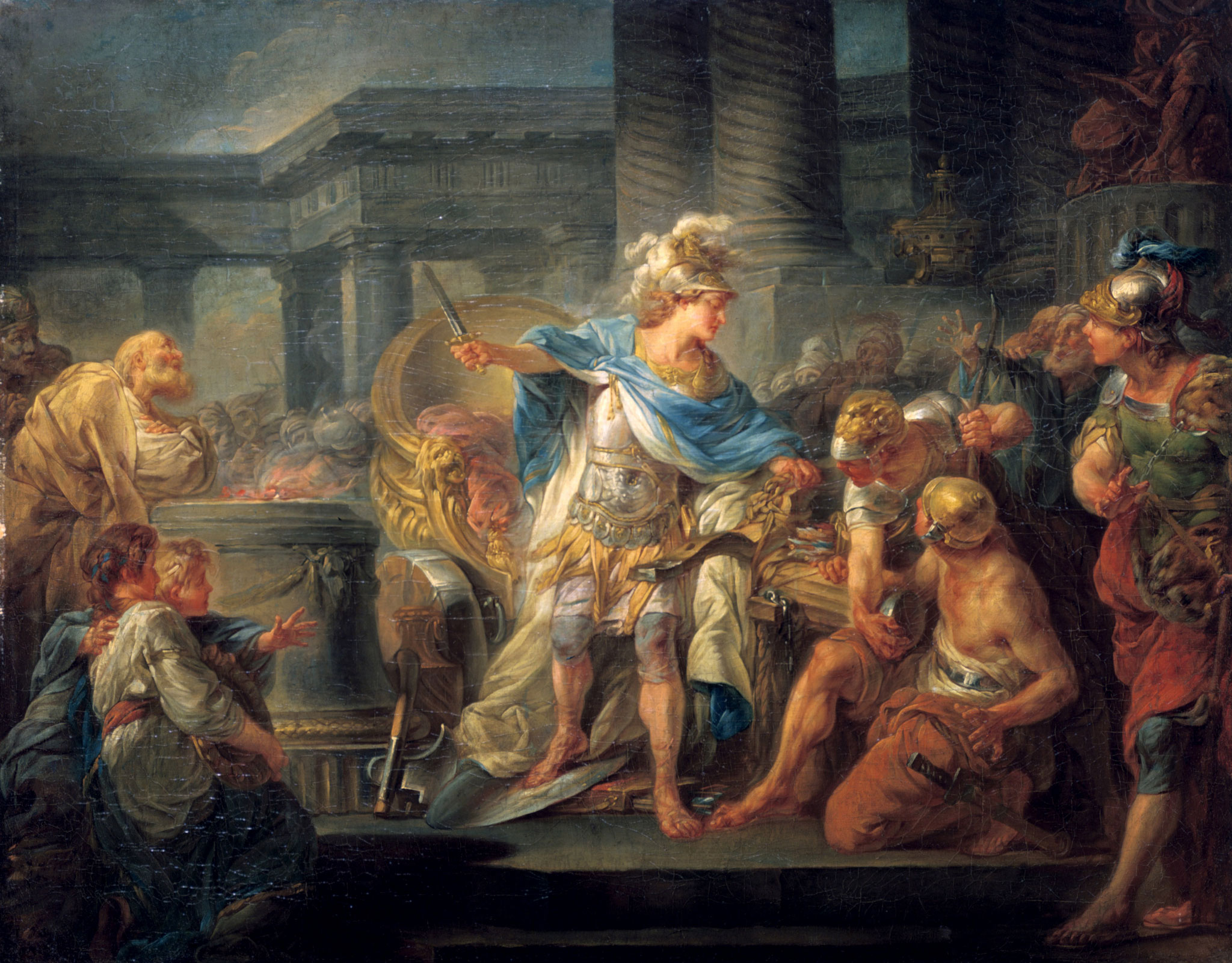
Alexandre coupant le nœud gordien (1764), Paris, École nationale supérieure des beaux-arts

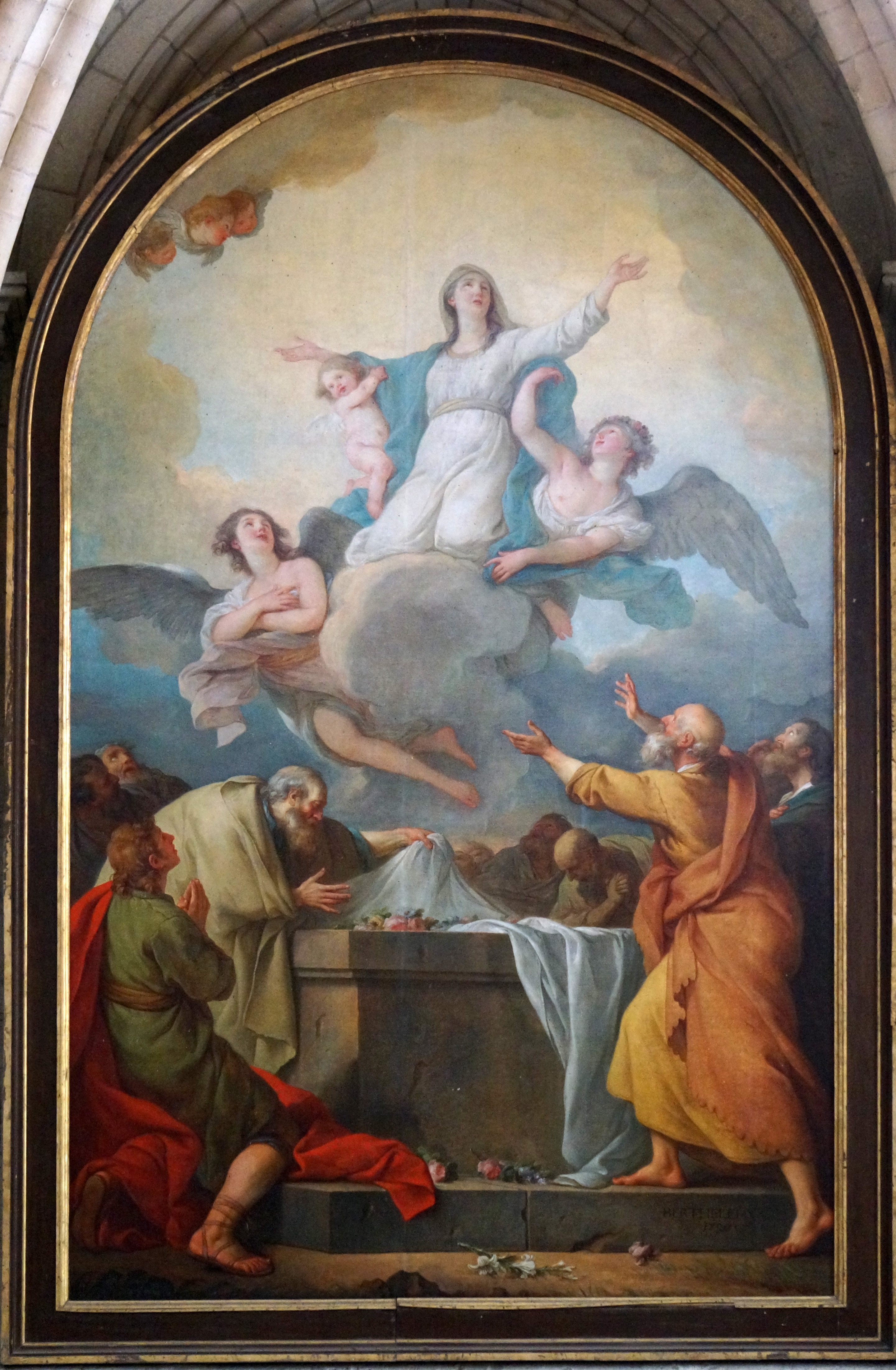
Assomption de la Vierge, cathédrale Notre-Dame de Laon.

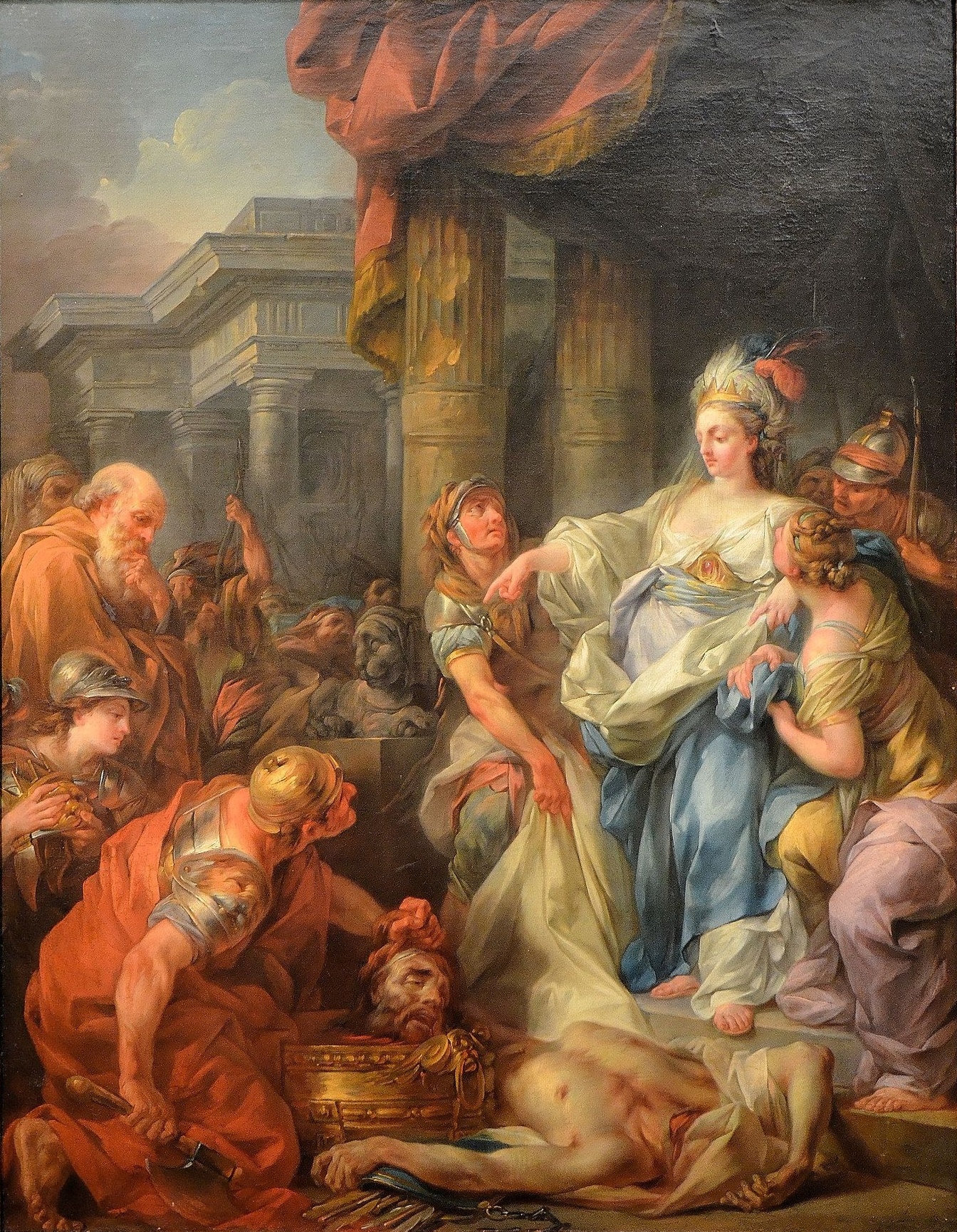
Tomyris, reine des Massagètes, fait tremper le chef de Cyrus dans un vase de sang, 1766, Musée des Beaux-Arts de Nîmes

Jean-Simon Berthélemy est le fils d’un sculpteur sur bois, travaillant à l’abbaye Saint-Martin de Laon, qui lui fit apprendre le dessin lorsqu’il constata les dispositions qu’il montrait pour les arts. Son parrain fut le sculpteur autrichien Simon Pfaff de Pfaffenhoffen. Berthélemy fit des progrès rapides et son père essaya alors de l’initier à son art. Simon se mit au travail pour satisfaire au désir de son père mais, dès que ce dernier avait le dos tourné, il quittait le ciseau pour ses crayons, et s’amusait à copier les dessins que lui traçait son père, au lieu de les sculpter. Bientôt le jeune Berthélemy n’eut plus rien à apprendre des maîtres de sa ville natale et, son père lui-même se reconnaissant impuissant à lui donner des leçons, il l’envoya à Paris chez son frère, sculpteur comme lui, où le peintre Noël Hallé qui l’admit au nombre de ses élèves.
Après avoir remporté plusieurs médailles dans les divers concours de l’Académie, il obtint, en 1764, le deuxième grand prix, sur le sujet de Cléobis et Biton conduisant leur mère au temple de Junon. En 1766, les religieux de Vauclerc, pour lesquels son père avait travaillé, lui commandèrent une Assomption, ouvrage rapporté, à l’époque de la Révolution, à Laon, et placé dans la cathédrale. L’année suivante, en 1767, il remporta le premier grand prix pour son tableau d’Alexandre coupant le nœud gordien. Au commencement de 1770, il livra aux bénédictins de l’abbaye Saint-Jean de Laon une Décollation de saint Jean.

Ceci lui ouvre les portes de l’École royale des élèves protégés et le traditionnel séjour à l’Académie de France à Rome (1771-1774) qu’il effectue avec son camarade Ménageot. À son retour de Rome, il fut agréé, le 26 juillet 1777, à l’Académie royale de peinture sur un tableau représentant le Siège de Calais. Quatre ans plus tard, le 18 aout 1781, il fut reçu avec Apollon qui ordonne au Sommeil et à la Mort de rendre le corps de Sarpédon à sa famille comme morceau de réception.

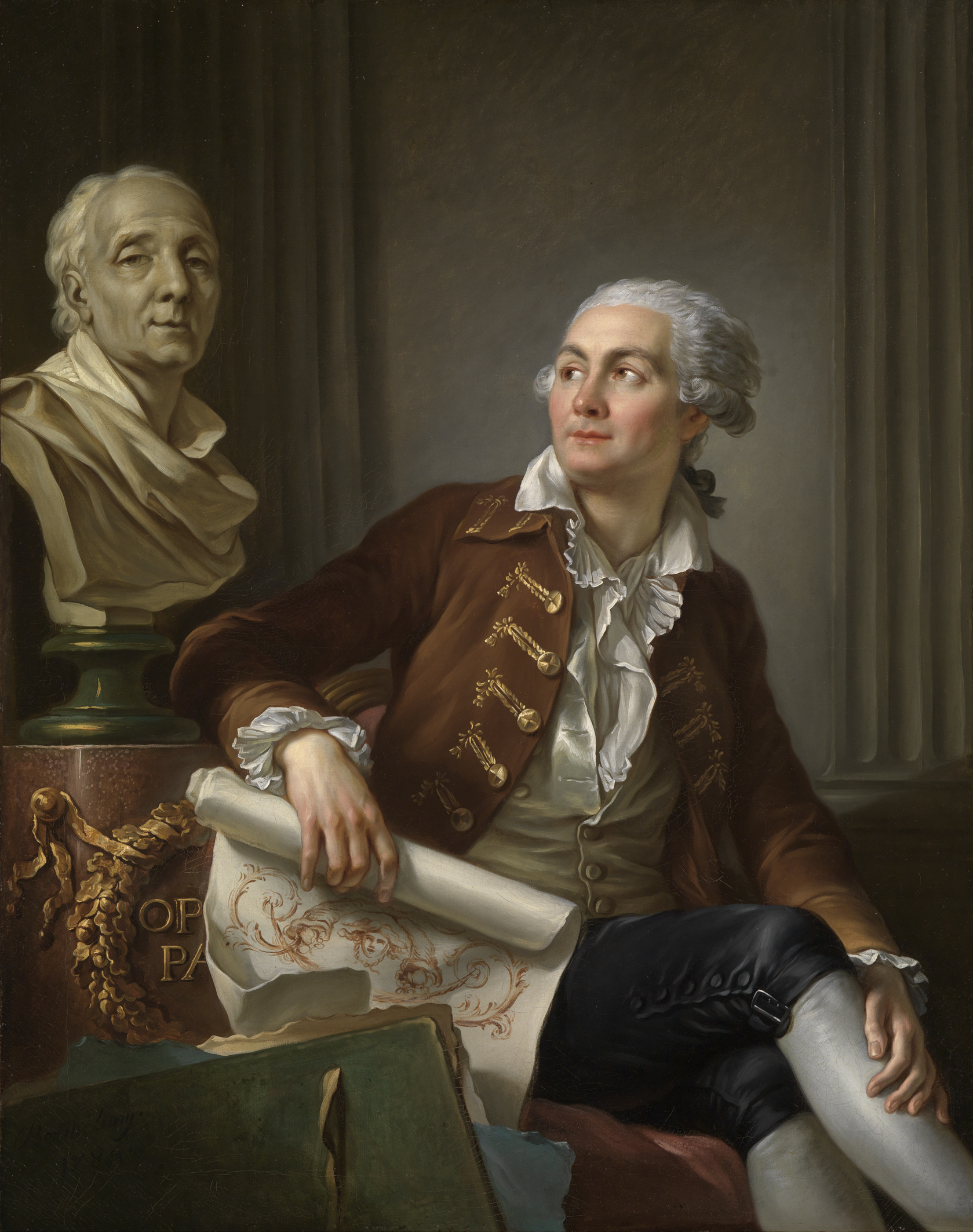
Portrait d’homme avec le buste de Denis Diderot (1784), Staatliche Kunsthalle Karlsruhe.

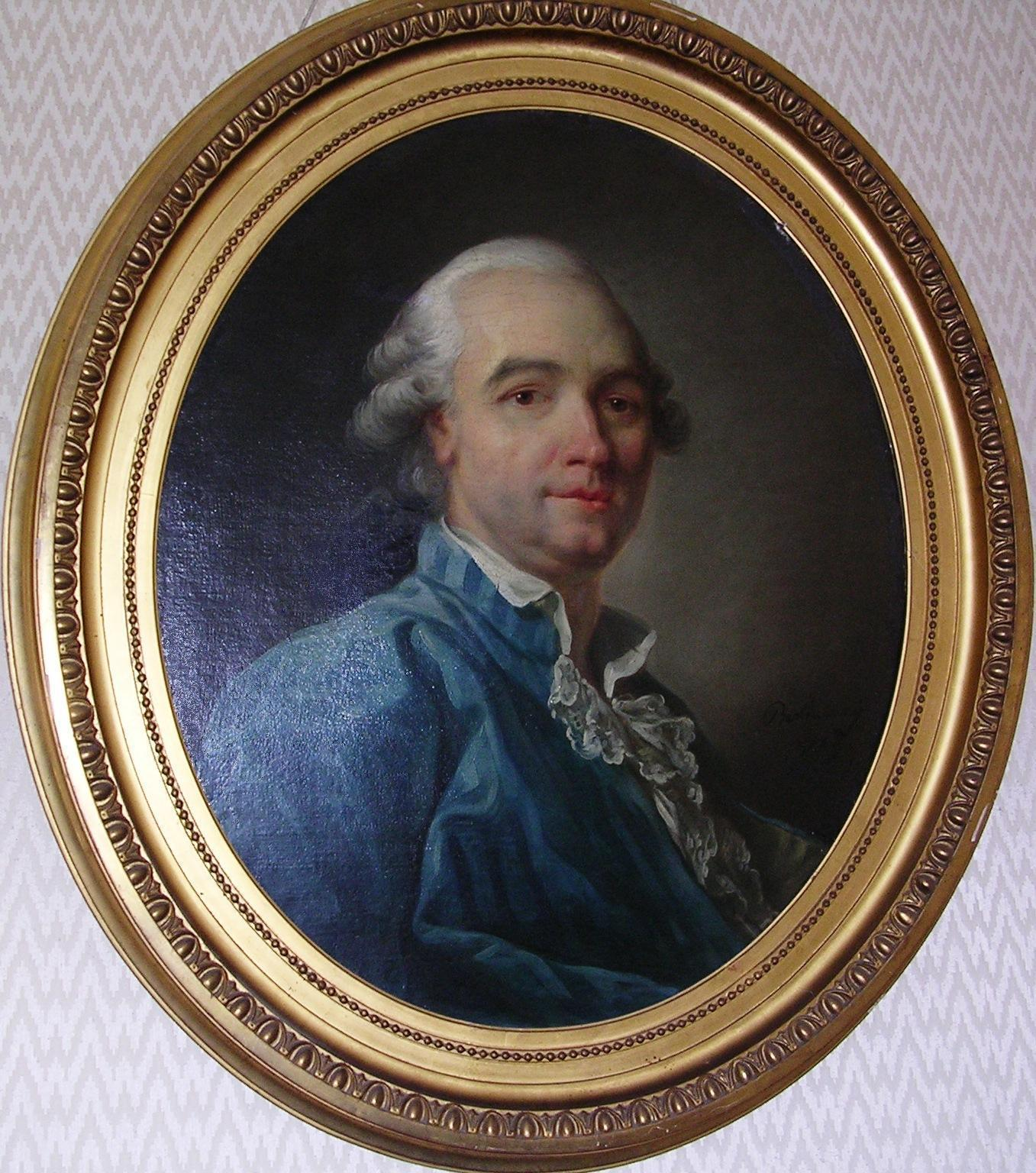
portrait du chevalier Marrier de l'Isle (1779), Paris, collection privée

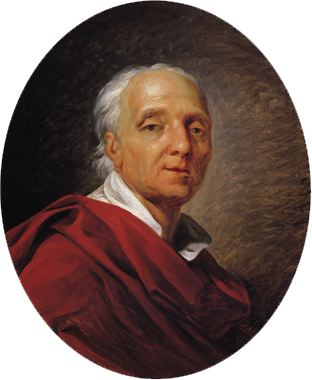
Denis Diderot (1784), Paris, musée Carnavalet.

De 1775 à 1789, il expose régulièrement au Salon des tableaux commandés par la manufacture des Gobelins, œuvres à sujets antiques ou médiévaux, comme le Siège de Calais (1779 ; Laon, musée municipal).
Diderot critiqua plus d’une fois son genre entre la grâce délicate et les contours incertains de Boucher, et le style d’une école plus moderne, qui plaçait des statues peintes dans ses compositions pour imiter l’antique, lui reprochant la froideur, l’embarras des groupes et l’ignorance des effets de la lumière. Il se prêtera cependant plus tard à la réalisation de son portrait par l’artiste.
En revanche, Berthélemy réussissait assez souvent dans le genre des plafonds. Il a ainsi exécuté, en 1786, au château de Fontainebleau, dans les appartements de la reine, l’un représentant le Lever de l’Aurore et l’autre, Minerve présidant les sciences et les arts ; le Livre et les attributs de la Loi, le Triomphe de la Philosophie et l’Apothéose de Napoléon au palais du Luxembourg (1799-1805) ; Prométhée animant sa statue  au palais du Louvre en 1802. Peintre habile dans la perspective, il possédait très bien les connaissances nécessaires pour produire l’illusion convenable à ces sortes d’ouvrages. Il est sollicité par une nombreuse clientèle privée. Un seul décor existe encore de nos jours, celui de l’hôtel Saint-Florentin, à Paris, daté de 1769.
Quand la Révolution éclata, il eut toutes les peines du monde à se faire payer une Assomption qu’il venait de terminer l’abbaye du Sauvoir-sous-Laon sur le point d’être fermée par le décret de suppression des maisons religieuses de la Constituante, alors que sa mère et sa sœur incombaient à sa charge. Favorable à la Révolution à ses débats, s’en écarta et se tient à l’écart de la vie artistique, lorsqu’il en vit les excès. La seule fonction officielle sera celle de dessinateur des costumes de l’Opéra de 1791 à 1807.
En 1796, lors de la campagne d’Italie, il fut nommé, avec le son ami sculpteur Moitte, et les savants Monge, Berthollet, Thouin et Labillardière, tous quatre membres de l’Institut, à la suite du général Bonaparte au sein de la Commission des sciences et des arts chargée notamment de sélectionner les œuvres d’art pouvant être transportées en France. À son retour de cette mission, il fut nommé, avec Moitte, administrateur du Muséum central des arts.
Nommé professeur à l’École des beaux-arts de Paris le 20 décembre 1805, première nomination, il aura pour successeur Gérard.
En 1808, Denon, alors directeur du musée Napoléon, lui confia l’exécution d’un tableau destiné à la galerie de Diane, sur le sujet de Bonaparte, général en chef de l’armée d’Égypte, accompagné de son état-major et de quelques membres de l’Institut, visitant, après avoir passé l’isthme de Suez, les Fontaines de Moïse. Cette toile figura avec honneur à l’exposition de 1808, où l’Empereur lui ayant dit, avec étonnement, en la voyant : « Je croyais que vous ne peigniez que des coupoles ? », il se troubla, ne sut que répondre et se convainquit qu’il avait encouru la disgrâce de Napoléon.
Si Jean Simon Berthélemy est un peintre d’histoire et de plafond, c’est aussi un fin portraitiste. Il laissa à la postérité le dernier portrait de Denis Diderot, peint peu de temps avant la mort du philosophe en 1784, conservé au musée Carnavalet à Paris. Berthelemy a terminé son existence dans le logement qu’il occupait, depuis 1806, au palais des Quatre-Nations, époque de la translation des académies dans cet édifice.

## Œuvres dans les collections publiques
- Besançon, bibliothèque municipale :
  - La villa Adriana (?), dessin ;
  - Temple de Vesta ou de Sybille, à Tivoli, dessin ;
- Besançon, musée des beaux-arts et d’archéologie :
  - Alexandre le Grand et son médecin Philippe, dessin ;
  - La Nourrice de Néron versant les cendres de ce prince dans le tombeau de ses ancêtres, dessin ;
- Châlons-en-Champagne, collégiale Notre-Dame-en-Vaux : L'Assomption, huile sur toile ;
- Dijon, musée Magnin :
  - Étude d’apôtre ; Ancien titre : Figure de vieillard, dessin ;
  - Figure de femme, dessin ;
  - Portrait de Chéron en costume de consul, ou Portrait d’un acteur (ancien titre), huile sur toile ;
- Douai, musée de la Chartreuse : La Constance d’Éléazar, huile sur toile ;
- Fontainebleau, musée national du château de Fontainebleau :
  - Le Lever de l’Aurore, huile sur toile ;
  - Minerve présidant les Sciences et les Arts, huile sur toile ;
- Langres, musée Saint-Didier : Apollon et Sarpédon huile sur toile ;
- Laon, cathédrale Notre-Dame : Assomption, deux huiles sur toile ;
- Laon, musée d'art et d'archéologie :
  - esquisse de Napoléon à la fontaine de Moïse, huile sur toile, esquisse ;
  - La Religion et l'Humanité s'unissant pour soulager la souffrance, huile sur toile, esquisse ;
  - L'Assomption, huile sur toile, esquisse ;
  - L'Action courageuse d'Eustache de saint-Pierre au siège de Calais, huile sur toile ;
- Nîmes, musée des beaux-arts : Tomyris, reine des Massagètes, fait tremper le chef de Cyrus dans un vase de sang, 1766, huile sur toile ;
- Orléans, musée des beaux-arts: Les Cyprès de la villa d’Este à Tivoli, vers 1774, sanguine sur papier vergé collé sur carte, 33,7 x 45 cm[11].
- Paris, École nationale supérieure des beaux-arts : Alexandre coupant le nœud gordien, huile sur toile ;
- Paris, musée Carnavalet : Portrait de Denis Diderot, 1784, huile sur toile ;
- Paris, musée du Louvre :
  - Apothéose de Napoléon 1er, huile sur toile ;
  - L’Homme formé par Prométhée et animé par Minerve, huile sur toile ;
  - Coin de parc italien, dessin ;
  - L’Expérience de Psammétique, roi d’Égypte sur la langue primitive, dessin ;
  - La France protectrice des Arts, dessin ;
- Saint-Quentin, musée Antoine-Lécuyer : Portrait de Jacques François Laurent Devisme, huile sur toile ;
- Tours, musée des beaux-arts : Manlius Torquatus condamnant son fils à mort pour s’être, malgré sa défense, engagé dans un combat singulier avant la bataille, 1785, huile sur toile ;
- Versailles, musée de l'Histoire de France :
  - Entrée de l’armée française a Paris. 13 avril 1436, huile sur toile ;
  - Le Général Bonaparte visite les fontaines de Moise, 28 décembre 1798, huile sur toile ;
- Musée des beaux-arts de Cambrai, L'évanouissement d'Esther,1768,huile sur toile

### Sources
- Société académique de Laon, Bulletin de la Société académique de Laon, t. 3, Laon, V. Baston, 1854, 437 p. (lire en ligne), p. 81-129.
- A. V. Arnault, A. Jay, Étienne de Jouy et J. Norvins, Biographie nouvelle des contemporains : dictionnaire historique et raisonné de tous les hommes qui, depuis la Révolution française, ont acquis de la célébrité par leurs actions, leurs écrits, leurs erreurs ou leurs crimes, soit en France, soit dans les pays étrangers, t. 2, Paris, Librairie historique, 1820, 480 p. (lire en ligne), p. 427.
- Louis-Gabriel Michaud, Biographie universelle ancienne et moderne : ou histoire, par ordre alphabétique, de la vie publique et privée de tous les hommes qui se sont fait remarquer par leurs écrits, leurs talents, leurs vertus ou leurs crimes, t. 4, Paris, C. Desplaces, 1854, p. 125.